# Margano II
Margano II (fl. III secolo a.C.) fu, secondo la Historia Regum Britanniae di Goffredo di Monmouth, un leggendario re della Britannia.
Era figlio di re Archigallo e successe al figlio di Gorboniano, regnando in pace e serenità. A lui successe Enniauno.